# Joško Papič
Joško Papič (1954) è un ex cestista jugoslavo.

## Carriera
Con la Jugoslavia ha disputato i Campionati europei del 1977.